# Chesselden Ellis
Chesselden Ellis (* 1808 in New Windsor, Vermont; † 10. Mai 1854 in New York City) war ein US-amerikanischer Jurist und Politiker. Zwischen 1843 und 1845 vertrat er den Bundesstaat New York im US-Repräsentantenhaus.

## Werdegang
Chesselden Ellis wurde ungefähr vier Jahre vor dem Ausbruch des Britisch-Amerikanischen Krieges in New Windsor geboren. Er schloss seine Vorstudien ab und graduierte dann 1823 am Union College in Schenectady. Dann studierte er Jura. Seine Zulassung als Anwalt erhielt er 1829 und begann dann in Waterford zu praktizieren. Man wählte ihn zum Staatsanwalt (prosecuting attorney) im Saratoga County – eine Stellung, die er vom 25. April 1837 bis zum 11. September 1843 innehatte. Politisch gehörte er der Demokratischen Partei an.
Bei den Kongresswahlen des Jahres 1842 für den 28. Kongress wurde Ellis im 16. Wahlbezirk von New York in das US-Repräsentantenhaus in Washington, D.C. gewählt, wo er am 4. März 1843 die Nachfolge von Andrew W. Doig antrat. Im Jahr 1844 erlitt er bei seiner Wiederwahlkandidatur eine Niederlage und schied nach dem 3. März 1845 aus dem Kongress aus.
Nach seiner Kongresszeit ging er in Waterford wieder seiner Tätigkeit als Anwalt nach. Er zog 1845 nach New York City, wo er bis zu seinem Tod weiter praktizierte. Am 10. Mai 1854 verstarb er dort und wurde dann in Albany auf dem gleichnamigen Friedhof beigesetzt.